# Jan Teplý mladší
Jan Teplý ml. (* 4. června 1976 Praha) je český herec. Jeho otcem byl herec Jan Teplý a matkou je herečka kladenského divadla Jana Jiskrová.

## Život
V Praze vystudoval konzervatoř. První angažmá získal v Hradci Králové (z rolí: Valér v Molièrově Tartuffovi nebo Pan Hýžďala v Anouilhově hře Neapol nebo zemřít). V roce 1998 odešel do Divadla pod Palmovkou (z rolí: Werther od J. W. Goetha Utrpení mladého Werthera, Jaša v Čechově Višňovém sadu, Joe/Josephina v Sugar – Někdo to rád horké). Hostoval také v Divadle na Vinohradech, ve Švandově divadle a vystupoval i na scénách menších divadel. Hrál také v inscenaci Hamlet postavu Laerta (r. Lucie Bělohradská) na Letních shakespearovských slavnostech, dále postavu Birona (Marná lásky snaha) či Orlanda (Jak se vám líbí). Od roku 2012 je na volné noze.
Jeho partnerkou je Michaela Badinková, mají dvě dcery, Evelínu a Emílii.

## Filmografie
- 1997 Zdivočelá země
- 2006 Hezké chvilky bez záruky
- 2014 Andělé všedního dne
- 2016 Případ pro lyžaře (TV film)
- 2020 Past (TV film)

## Seriálová tvorba
- 1997
  - Arrowsmith
  - Zdivočelá země
- 1999 Hotel Herbich
- 2005
  - To nevymyslíš!
  - Ulice
- 2008 Kriminálka Anděl
- 2009 Vyprávěj
- 2013
  - Cirkus Bukowsky
  - České století
- 2015 Atentát
- 2017
  - Specialisté
  - Temný Kraj